# Islamismo na Argélia
O islã(pt-BR) ou islão(pt-PT?) é a religião predominante na Argélia, país localizado no norte de África. A grande maioria dos cidadãos são muçulmanos sunitas pertencentes à escola de jurisprudência maliquita, enquanto que uma minoria da população é muçulmana ibadita, dos quais a maior parte vive na região do Vale de M'Zab.
O islã serve à sociedade argelina, como sendo o centro social e cultural de identidade e oferece à maioria dos indivíduos uma base ética e orientação comportamental. A observância Ortodoxa da fé é muito menos generalizada e firme do que é a identificação com o islã. Há também filosofias sufistas que surgiram como uma reação às perspectivas teóricas de alguns estudiosos.

## História

### Chegada do islã
O islã foi trazido para a Argélia pela dinastia Omíada seguinte à invasão de Uqueba ibne Nafi, em um longo processo de conquista e conversão que se prolongou do ano de 670 ao 711. Muitos dos nativos berberes foram rapidamente convertidos, apesar de alguns cristãos e, provavelmente, as comunidades pagãs, permanecerem pelo menos até os tempos do Império Almorávida. No entanto, como no Oriente Médio, eles tentaram combinar o novo islã com a resistência contra as regras do Califado estrangeiro — um nicho que as "heresias" carijita e xiita preencheram perfeitamente. No final do século VIII, a maior parte da Argélia era governada pelos rustâmidas, que professavam de forma rigorosamente puritana, porém, politicamente moderada, como seita ibadita, e viam os califas como usurpadores imorais. Eles foram derrotados pelos xiitas fatímidas no ano de 909, mas a sua doutrina foi restabelecida, mais ao sul, por refugiados cujos descendentes teriam finalmente encontrado as cidades do Vale de M'Zab, no Saara Argelino, onde o Ibadismo ainda domina.
Embora tenham convencido os cotamas de Cabília, a doutrina Fatímidas ismailita permaneceu impopular na maior parte do Norte da África, e, logo que puderam, os Fatímidas abandonaram a Argélia para ir ao Egito, deixando o Norte da África para uma dinastia apenas nominalmente sujeita a eles, os zíridas.[carece de fontes?] Com a ameaça política do Califado Abássida fora, estes logo se converteram de volta para o islã sunita — especificamente, o ramo maliquita, cuja popularidade havia se espalhado amplamente no Magrebe. Os Fatímidas vingaram-se enviando o beduíno Banu Hilal para causar estragos na região, mas foram incapazes de controlá-lo; o xiismo rapidamente diminuiu, e tornou-se praticamente inexistente na área.
Os almóadas foram zelosamente ortodoxos e, sob os seus comandos, a Argélia gradualmente adquiriu a sua notável homogeneidade religiosa. O islã sunita e o madhhab maliquita se tornaram praticamente universais, exceto nos ibaditas do M'zab e pequenas comunidades judaicas.
O islã levou mais tempo para se espalhar para o extremo sul da Argélia, cuja história é maioritariamente separada. Somente no século XV os tuaregues foram finalmente convertidos ao islã.
Durante o período de Regência, ao contrário das massas de Argelinos maliquitas, os Otomano-argelinos permaneceram afiliados com a escola hanafita de jurisprudência islâmico. O sistema judicial era dirigido por um mufti para cada um dos madhhabs representados na Regência. As principais cidades tinham mesquitas hanafita e maliquita, enquanto a comunidade Ibadi tinha suas próprias mesquitas e, especialmente, cemitérios. O sistema de duplas hanafita/maliquita foi mantido sob o regime colonial francês.

### A Colonização Francesa
Em 1830, os franceses conquistaram Argel. Suas tentativas de dominar o resto do país tiveram oposição ferrenha, muitas vezes de inspiração religiosa: o guerreiro sufista emir Abde Alcadir foi particularmente notável por sua campanha para expulsar os franceses. Mesmo depois de sua derrota, rebeliões continuaram a ser montadas, pelo menos até 1870, notavelmente a de Xeique Mocrani; Novamente, uma motivação religiosa era notável à maioria (embora não todas) das revoltas.
Logo depois de chegar na Argélia, o regime colonial Francês decidiu minar a tradicional cultura Muçulmana Argelina. Pela lei francesa, os Muçulmanos não poderiam ter reuniões públicas, portar armas de fogo, ou sair de suas casas ou aldeias sem autorização. Legalmente, eles eram franceses, mas para tornarem-se cidadãos franceses, com plenos direitos, eles teriam que renunciar à lei islâmica. Poucos o fizeram. A terra de fundos de caridade islâmico (habus) foi considerada como propriedade do governo e, por isso, confiscada. Muito da rede tradicional do corão, escolas e zauias — que eram vistas com desconfiança, como centros de resistência em potencial — entrou em colapso, e a taxa de alfabetização caiu.
No entanto, com a presença do erudito religioso e reformador Abdelhamid Ben Badis, ele ajudaria a reverter estas mudanças. No início da década de 1910, ele pregou contra os tradicionais marabus e o culto aos santos (eles acreditavam em bonecas de vodu), e ressaltou a importância da educação Árabe e islâmica; seus discípulos fundaram uma extensa rede de escolas, e rapidamente levou o culto aos santos ao descrédito generalizado, tornando o Islamismo Argelino substancialmente mais ortodoxo.
Enquanto no islã é aceitável que uma sociedade Muçulmana seja sujeita a um governante não-muçulmano (ver Alcorão), a discriminação contra o islã levou-o a ser um forte elemento do movimento de resistência aos franceses na Guerra de Independência Argelina. Os combatentes da independência eram chamados de moudjahidine — praticantes da jihad — e seus caídos eram chamados chouhada, mártires, apesar de a revolução ser alinhada ao socialismo; mesmo durante a revolução, a FLN fez esforços simbólicos para impor os princípios islâmicos, tais como a proibição do vinho e da prostituição.

### Após a independência
Após a independência, o governo Argelino teve controle estatal sobre as atividades religiosas para fins de consolidação nacional e controle político. O islã se tornou a religião do Estado na nova constituição (artigo 2), e foi a religião de seus líderes. O estado monopolizou a construção de mesquitas, e o Ministério de Assuntos Religiosos controlou cerca de 5 000 mesquitas públicas em meados dos anos 1980. Imãs foram treinados, nomeados e pagos pelo estado, e a khutba de sexta-feira, ou sermão, foi emitido pelo Ministério de Assuntos Religiosos. O ministério também administrou propriedades religiosas (o habus), para o ensino religioso e a formação nas escolas, e criou institutos especiais de aprendizado islâmico. Princípios da lei islâmica (Xaria) foram introduzidos nas leis em particular, no entanto esteve ausente da maior parte do código legal; assim, por exemplo, enquanto as mulheres Muçulmanas foram proibidas de se casar com não-muçulmanos (pelo Código de família Argelina de 1984), o vinho manteve-se legal.
Essas medidas, no entanto, não satisfizeram a todos. Logo em 1964 um movimento Islâmico militante, chamado Al Qiyam (valores), surgiu e se tornou o precursor da Frente Islâmica de Salvação (partido islâmico) da década de 1990. O Al Qiyam clamou por um papel mais dominante para o islã no sistema político e legal da Argélia e opunha-se ao que ele via como práticas ocidentais na vida social e cultural dos Argelinos. Isto provou ser o desafio mais difícil para os regimes pós-independência, já que tentaram incorporar uma identidade nacional islâmica ao lado de políticas socialistas. Considerando que os novos líderes da Argélia viram o islã e o Socialismo como compatíveis a características da cultura Argelina e sociedade, os radicais islâmicos viam o islã como a única característica definidora e o socialismo como opção incompatível.
Houari Boumediene conteve em grande parte a militância do Islamismo, durante o seu reinado, embora ela tenha permanecido, durante toda a década de 1970, sob um nome diferente e com uma nova organização. Após a morte de Bourmediene, Chadli Bendjedid tornou-se presidente em 1979. O regime de Chadli foi muito mais tolerante com os islâmicos, e com a Argélia no meio de uma crise socioeconômica, incluindo desemprego e inflação, as tensões sociais estavam altas. Políticas de arabização (aumentando a educação árabe e o uso do árabe em instituições profissionais) não conseguiram vir à tona: o francês manteve-se a língua da elite política e estudantes de língua francesa eram priorizados nos empregos. Assim, o movimento começou a propagar-se para os campi universitários, onde foi incentivado pelo Estado como um contrapeso às forças dos movimentos estudantis de esquerda. Na década de 1980, o movimento tinha se tornado ainda mais forte, e sangrentos confrontos eclodiram no campus Ben Aknoun da Universidade de Argel, em novembro de 1982. A violência resultou na ordem de reprimir o movimento, um confronto que iria se intensificar durante a década de 1980 e início da década de 1990.
A ascensão do Islamismo teve um impacto significativo na sociedade Argelina. Mais mulheres começaram a usar véu pois uma parte havia se tornado mais conservadora religiosamente e outra, porque o véu as impedia de serem assediadas nas ruas, nos campi, ou no trabalho. Os islâmicos também impediram a promulgação de um código de família mais liberal, apesar da pressão dos grupos feministas e associações.
Depois que a Frente Islâmica de Salvação (FIS) venceu as eleições de 1991, e, em seguida, foi banida após o cancelamento das eleições pelos militares, as tensões entre islâmicos e o governo entraram em erupção e iniciou-se o confronto armado, que durou cerca de 10 anos no decurso dos quais cerca de 150 000 pessoas foram mortas. No entanto, alguns partidos islâmicos mantiveram-se em cima, nomeadamente o Movimento da Sociedade para a Paz e o Movimento Renascença Islâmica — e foram autorizados pelo governo para disputar eleições posteriores. Nos últimos anos, o Ato de Harmonia Civil e a Carta para a Paz e Reconciliação Nacional foram aprovadas, fornecendo uma anistia para a maioria dos crimes cometidos durante a guerra.

## Prática
O islã sunita é a vertente principal no território argelino, com exceção da região de Mozabita, em que são, principalmente, ibaditas. O madhhab dominante é maliquita. Há alguns seguidores do rito hanafita entre as pessoas de ascendência turca. As irmandades sufistas recuaram consideravelmente, mas permaneceram em algumas áreas. Os argelinos têm uma tradição Muçulmana de santos padroeiros, embora seja visto como shirk pelos salafitas. Abdul-Rahman al-Tha'alibi (também chamado Sidi Abderrahmane ou Sidi Abderrahman et-Thaâlibi), o santo padroeiro de Argel, é talvez o mais notório, com inúmeras canções populares na Argélia mencionando-o.

## Na política
A popularidade do islã varia de acordo com a circunstância; nas eleições de 2002, partidos islâmicos legais receberam cerca de 20% dos assentos na Assembleia Nacional, menos que os 50% da FIS, em 1991. Por outro lado, há um forte sentimento anti-islâmico de partidos seculares, tais como o RCD e o Partido dos Trabalhadores Argelinos. O apoio para partidos islâmicos é especialmente baixa na região de Kabylie, onde a Frente Islâmica de Salvação não obteve lugares em 1991, e a maioria foi ocupada pela Frente de Forças Socialistas, outro partido secular.
O recente aumento do número de radicais movimentos religiosos envolvendo ahmadismo, salafismo, xiismo, uaabismo e ideologia takfiri levantaram preocupações entre os funcionários do Ministério Argelino dos Assuntos e Doações Religiosas, que decidiu agir para fortalecer o monitoramento e controle dos locais visados pelos radicais islâmicos para recrutamento.